# 華特·弗雷德里克·蓋爾
華特·弗雷德里克·蓋爾（英語：Walter Frederick Gale，1865年11月27日—1945年6月1日) ，澳大利亚银行家和业余天文学家。他生于新南威尔士州悉尼的Paddington。他对天文学有浓厚的兴趣，1884年建立了一个自己的第一个望远镜。
他发现了许多彗星，包括周期彗星34D/Gale。他也发现了一些雙星。1892年他描述了火星上存在着的綠洲与运河。由于对彗星的发现与天文学做出的贡献，1935年他被英国皇家天文学会授予杰克逊-格威尔特奖章。
为了纪念他，火星上的一个撞击坑以他的姓名来命名——蓋爾撞擊坑。该坑是2012年8月6日，火星科学实验室的着陆地点。